# Grammatotria lemairii
Grammatotria lemairii ist eine Buntbarschart, die endemisch im ostafrikanischen Tanganjikasees vorkommt.

## Merkmale
Die Fische besitzen einen stromlinienförmig langgestreckten und seitlich abgeflachten Körper, der mit Kammschuppen bedeckt ist und werden etwa 26 cm lang wird. Sie sind silbrig gefärbt. Der Kopf ist groß, die Kiefer kräftig und das Maul endständig. Die Zähne sind konisch oder zweispitzig und sind in vier bis sechs Reihen angeordnet, wobei die Zähne der äußeren Reihe größer sind. Die Pharyngealzähne sind sehr groß. Die an der Vorderkante der Pharyngealia sitzenden Zähne sind konisch und die in der Mitte und hinten sitzenden molariform, wobei die letzten zwei hinten auf dem Knochen besonders groß sind. Die Schwanzflosse ist gegabelt.
Im Unterschied zu fast allen anderen Buntbarschen, die zwei Seitenlinien haben, besitzt Grammatotria lemairii drei. Dieses Merkmal tritt sonst nur noch bei der Gattung Xenotilapia, wie Grammatotria lemairii aus der Tribus Ectodini auf.
- Flossenformel: Dorsale XV–XVI/13–16, Anale III/9–12.
- Schuppenformel: mLR 44–59.
- Kiemenrechen 10–12.

## Lebensweise
Das äußere Erscheinungsbild von Grammatotria lemairii erinnert an Boulengerochromis microlepis oder Bathybates und lässt einen piscivoren Raubfisch vermuten. Untersuchungen von Mägen ergaben jedoch, dass sich die Fische von Weich- und Krebstieren ernähren. Die kräftigen, backenzahnähnlichen Schlundzähne dienen dem Zerbrechen der hartschaligen Nahrung. Grammatotria lemairii ist ein semipelagischer, schneller Schwimmer, der auf Nahrungssuche dicht über Sandböden bis in eine Tiefe von mindestens 30 Metern daherzieht. Die Fische sind Maulbrüter. Ein Gelege umfasst 60 bis 90 Eier, die einen Durchmesser von 4,5 mm haben. Genaueres über das Verhalten des Fisches ist nicht bekannt.